# Predsjednička palača u Vilniusu
Predsjednička palača u Vilniusu (litvanski: Lietuvos Respublikos prezidentūra) rezidencijalno je sjedište litvanskog predsjednika i nalazi se u Vilniusu, glavnom gradu Litve na Trgu Simonas-Daukantas ispred Sveučilišta u Vilniusu.
Prva zgrada na ovom mjestu sagrađena je u 15. stoljeću. Od 16. stoljeća, zgrada je sjedište biskupa Vilniusa. Nakon smrti kancelara Litve i vojvode Vilniusa, Alberta Goštautasa 1543., biskupska rezidencija je preseljena u palaču bivšeg kancelara.
Kasnije je u zgradi boravio guverner Vilniusa.
Palaču su posjetile mnoge poznate osobe kao što su: ruski car Aleksandar I. i Napoleon Bonaparte. U razdoblju od 1824. do 1832., zgrada je obnovljena po nacrtima arhitekta Vasilija Petroviča Stasova u carskom stilu. Od 1993. litavski predsjednik boravi u palači. Obnovljena je ponovno 1997. godine.